# Sears Motor Car Works
Die Sears Motor Car Works waren eine Tochtergesellschaft des US-amerikanischen Versandhandelshauses Sears Roebuck Company zur Herstellung des bislang auswärts gefertigten Sears Highwheelers. Dieses technisch anspruchslose Automobil gilt als erstes, das über den Versandhandel vertrieben wurde.

## Motor-BuggyundHighwheeler
Nach damaligem Sprachgebrauch wurde der Begriff Motor-Buggy für leichte Motorfahrzeuge mit mittig unter dem Fahrzeug angebrachtem Motor verwendet. Dies trifft sowohl auf das Runabout wie auch den Highwheeler zu. In der Literatur wir wird der Sears-Motorwagen einhellig den Highwheelern zugeordnet.
Highwheeler sind kutschenähnliche Motorfahrzeuge, die für die überwiegend schlechten Straßen und Wege gebaut waren, die außerhalb der amerikanischen Städte zu Beginn des 20. Jahrhunderts vorherrschten. Namengebend sind die riesigen Holzspeichenräder, mit denen ein Einsinken des Fahrzeugs über die Radnaben hinaus oder ein Aufsetzen des Wagenbodens verhindert werden sollte. Die meisten Highwheeler hatten einen Benzinmotor als Antrieb und waren für Personen- und Warentransport geeignet, es gab aber auch reine Personen- oder Lastkraftwagen.

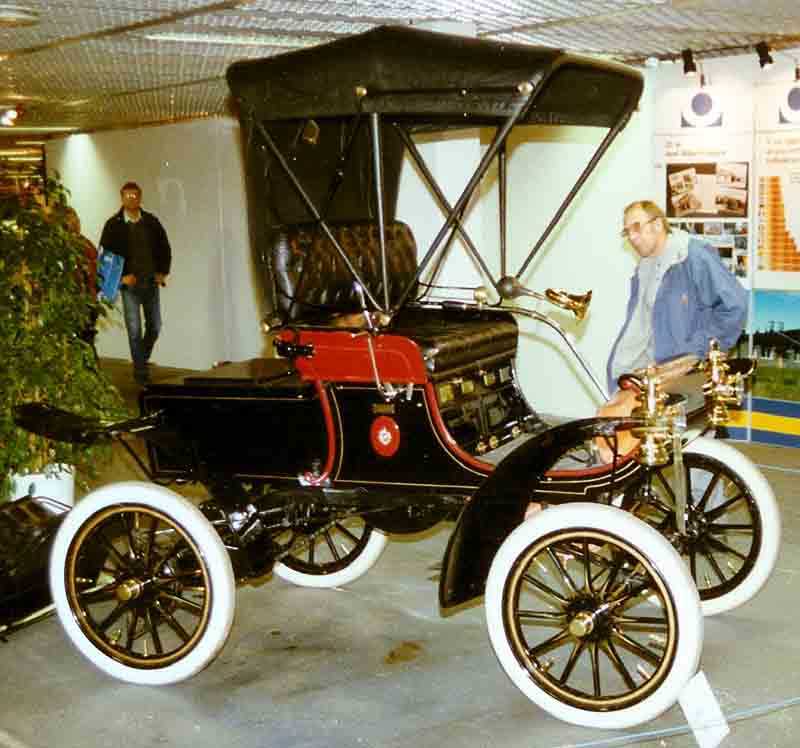
Oldsmobile Curved Dash Model 6C (1904)
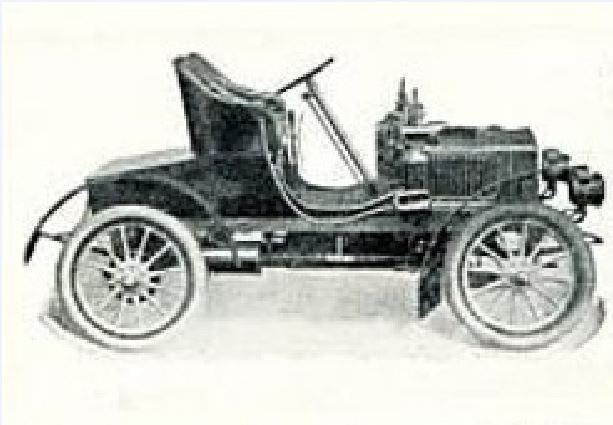
Acme Type X 16 HP Runabout (1905)
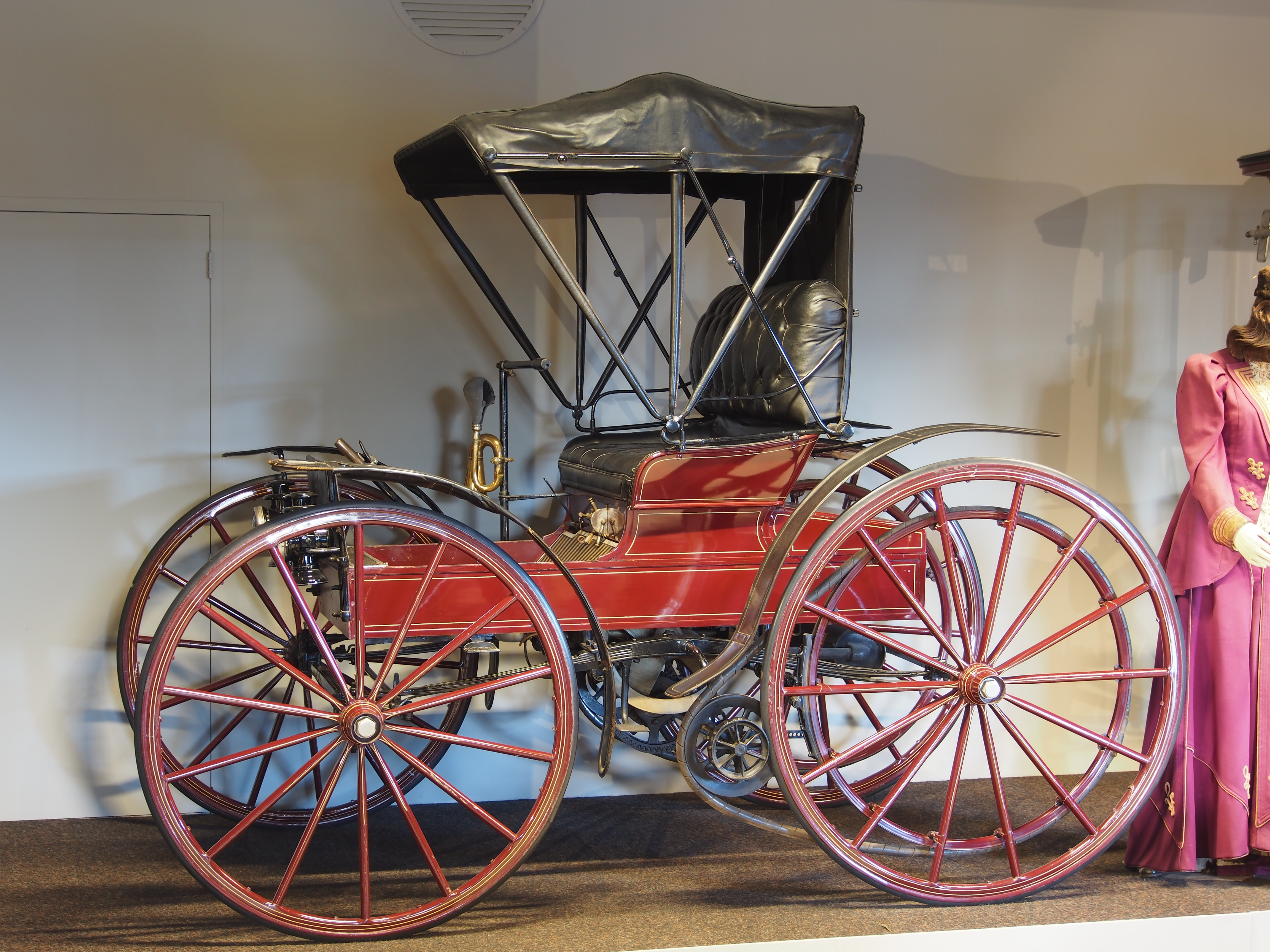
Holsman Runabout Highwheeler (1902)
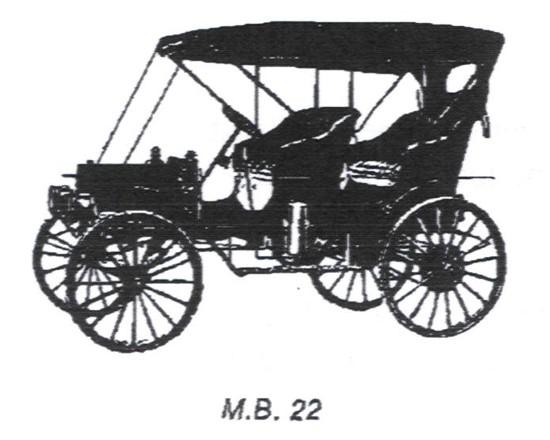
M.B. Model 22 High wheel surrey (1909)

## Sears, Roebuck & Co. und der Highwheeler

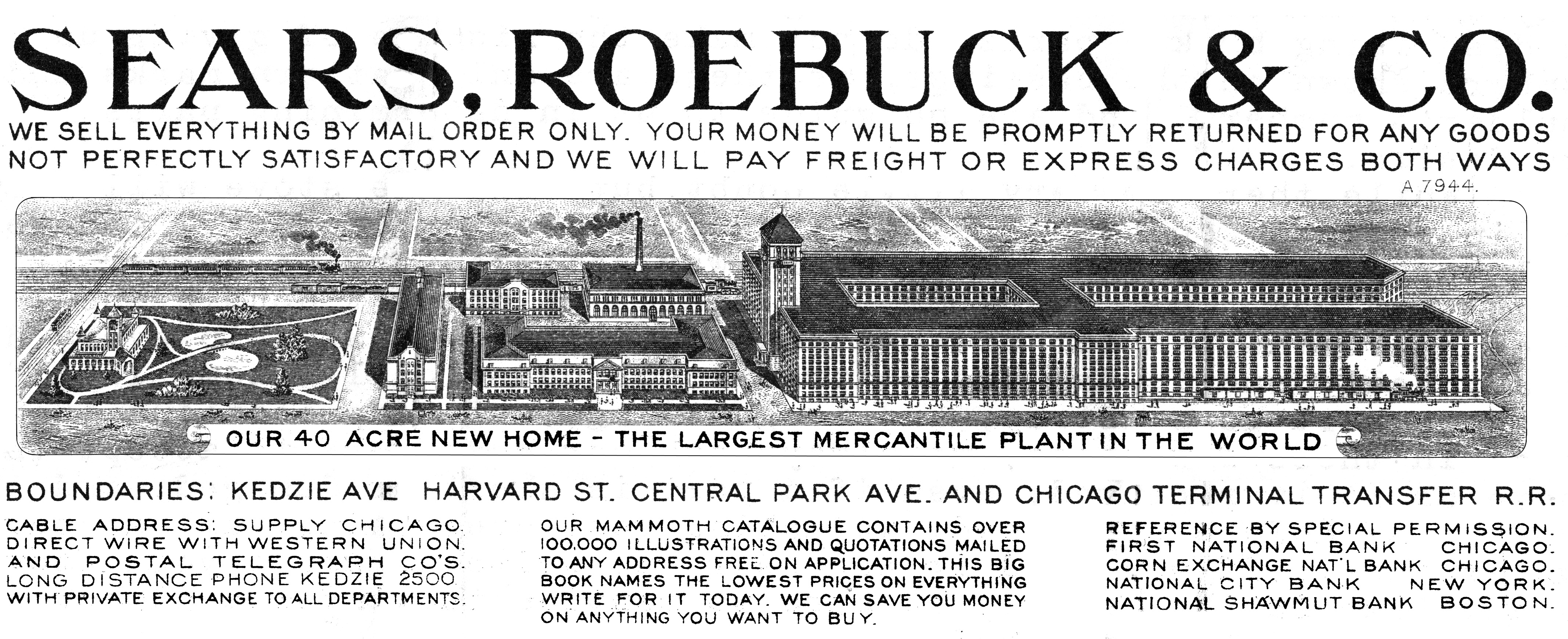
Sears, Roebuck & Co. Briefkopf (1907)

Sears, Roebuck & Co. Postversandzentrum. Luftaufnahme um 1910.

Die Sears, Roebuck and Company war ein Handelsunternehmen und Pionierbetrieb des Versandhandels und seit 2004, gemeinsam mit der Einzelhandelskette Kmart, eine Tochtergesellschaft der Sears Holdings Corporation.
Von Richard Warren Sears 1886 in Minneapolis (Minnesota) gegründet, zog das Unternehmen 1893 um nach Chicago (Illinois), wo es fortan blieb. Jahrzehntelang war es eine feste Größe auf dem Markt; in ländlichen Haushalten der USA soll der Sears & Roebuck-Katalog zeitweise das zweitwichtigste Buch nach der Bibel gewesen sein.
Zweimal in seiner Geschichte führte das Unternehmen komplette Motorfahrzeuge im Versandkatalog: 1908 bis 1912 den Sears Motor Buggy und 1952 bis 1953 mit dem Allstate Four und Six. Diese Fahrzeuge waren von der Kaiser-Frazer Corporation für das Versandhaus konfektionierte Versionen des Kompaktwagens (nach damaliger US-Norm) Henry J mit vielen Komponenten und Ausstattungsdetails aus dem Sears-Katalog.
Für die Automobilhistorikerin Beverly Rae Kimes war das Jahr 1908 möglicherweise das wichtigste in der Geschichte der Motorisierung in den USA, weil Ford das Modell T einführte und Sears, Roebuck & Co. erstmals ein Automobil über den Versandhandel vertrieb.

## Modellgeschichte

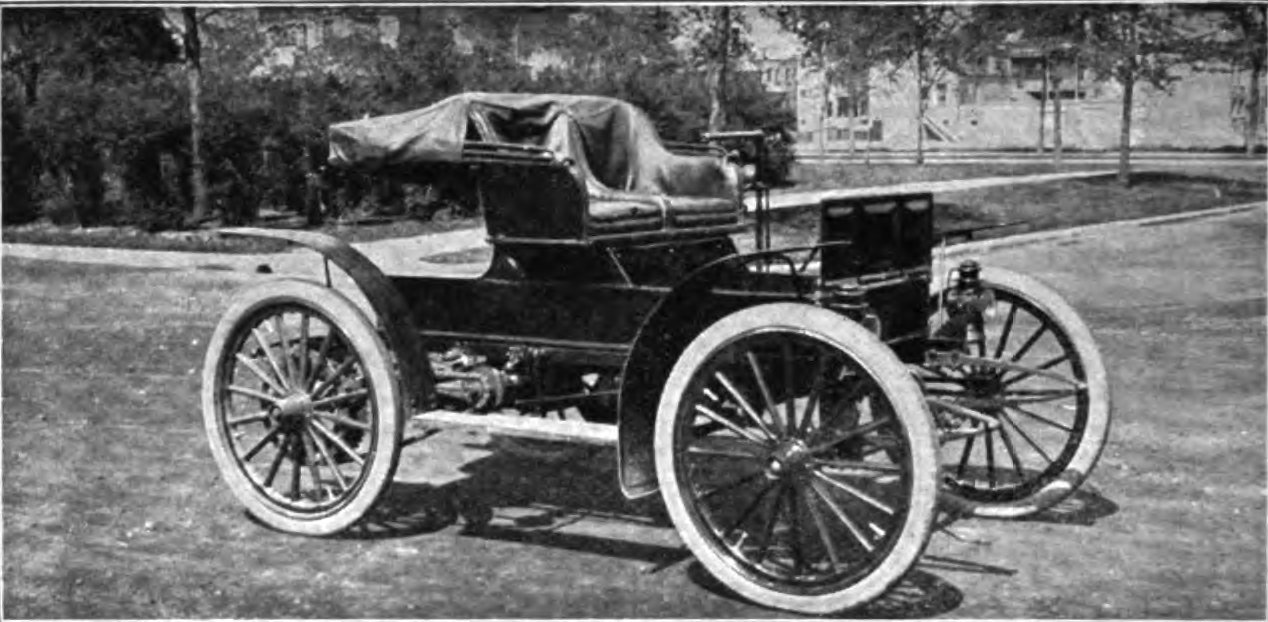
Sears Model L (1910–1911) mit Kotflügeln, Trittbrettern, Verdeck und Luftreifen

Der Sears Motor Buggy war von Alvaro S. Krotz entworfen worden. Krotz war ein Erfinder und Konstrukteur, der Patente zu Elektrotechnik, Reifenproduktion und Motorenbau hielt und zuvor in Springfield (Ohio) das Krotz-Elektroauto produziert hatte.
Richard Sears legte großen Wert auf eine einfache und robuste Konstruktion sowie einen günstigen Verkaufspreis. Obwohl mit seinem Unterflurmotor, einem Lenkhebel statt Lenkrad, Friktionsgetriebe und gummibereiften Kutschenrädern bereits technisch überholt, erschien ein Highwheeler die richtige Lösung. Für diese robusten, einfach zu bedienenden und robusten Fahrzeuge gab es einen Markt, und Chicago war mit über 100 Herstellern eine Hochburg für deren Herstellung.
Die Produktion des Sears Motor Buggy wurde 1908 bei der Hercules Buggy Company in Evansville (Indiana) aufgenommen. Deren Gründer, William Harvey McCurdy (1853–1930), war ein enger Freund von Richard Sears. Erstmals wurde das Fahrzeug im Herbst 1908 im Katalog Nr. 118 der Sears, Roebuck & Co. angeboten und dort als Artikel Nummer 21R333 und 21R444 geführt. Ab 1910 waren die nachstehend beschriebenen Sears Motor Car Works für die Produktion verantwortlich. Sie endete 1912, nachdem eine interne Kostenkontrolle ergeben hatte, dass die verlangten Preise nicht einmal die Herstellungskosten deckten. Darauf wurde das Fahrzeug aus dem Programm gestrichen, seine Produktion eingestellt und die Sears Motor Car Works aufgelöst. Einen großen Teil der Maschinen und Einrichtungen übernahm der Zulieferer Lincoln Motor Car Works in Chicago (kein Bezug zur aktuellen Marke Lincoln), der die Produktion des Fahrzeugs unter dem Markennamen Lincoln noch ein Jahr fortsetzte, ehe er aufgeben musste.
Nur wenig später listete der Sears-Katalog über 5000 Ersatz- und Zubehörteile für den Ford Modell T auf.
Krotz hatte Sears schon 1907 einen neuen und moderneren Entwurf als Nachfolger des Highwheelers angeboten. Dieses Fahrzeug war ein benzinelektrisches Hybridauto, das dem Versandhaus aber zu teuer, zu komplex und damit zu riskant erschien. Krotz gründete bald darauf mit Partnern die Krotz-Defiance Auto Buggy Company in Defiance (Ohio), die dieses Auto bis 1911 herstellte. Sears blieb beim High Wheel-Konzept und richtete 1909 in Chicago die Sears Motor Car Works ein. Sie hatte ihren Sitz an der Kreuzung Harrison Street und Loomis Street.
Sowohl Hercules wie auch Sears expandierten stark zu dieser Zeit; es ist anzunehmen, dass die Produktionsverlagerung vor diesem Hintergrund zu sehen ist. Das Einvernehmen scheint gut gewesen zu sein, denn noch 1912 half Sears McCurdy die Produktion von Stationärmotoren der Hausmarke Economy zu finanzieren, die bislang bei der Sears-Tochtergesellschaft Holm Machine & Manufacturing Company in Sparta (Michigan) erfolgt war.
Ende 1909 lief die Herstellung des nur unwesentlich veränderten und etwas stärker motorisierten Motor Buggy in der neuen Fabrik an. Die Karosserien für das Fahrzeug lieferte weiterhin Hercules in Evansville.
Sears lieferte die bestellten Fahrzeuge in der Regel per Bahn in Transportkraten. Der Kunde brauchte nur die beiliegenden Räder, Kotflügel und weiteren Accessoires zu montieren und die Flüssigkeiten aufzufüllen – eine Gallone (ca. 3,8 Liter) Benzin wurde mitgeliefert – ehe er losfahren konnte. Allerdings musste er sich danach selber um Wartung und Unterhalt kümmern.

## Nutzfahrzeuge
Ab Werk wurde allen Sears-Fahrzeugen eine Cargobox montiert, daher wird die Marke auch in Nutzfahrzeugkatalogen gelistet. Mit den ab 1910 angebotenen Model N Farm Wagon. und Model S Truckk gab es auch reine Nutzfahrzeug-Versionen auf einem längeren Fahrgestell, dass sie mit dem Model P Surrey teilten.

## Produktion
Etwa 3500 Fahrzeuge wurden zwischen 1908 und 1912 hergestellt, wovon etwa 600 in Evansville gebaut wurden.

## Würdigung
Die Historikerin Beverly Rae Kimes nannte den Sears Motor Buggy ein "wundervolles" Angebot für die Kunden und attestierte dem Fahrzeug eine gute Verarbeitung.
Die Hersteller erhielten teilweise überschwängliche Kritiken von ihren Kunden. So schrieb ein Mr. Harry Dobbins aus Sharpsburg (Ohio): Es schlägt ein Pferd bei weitem weil es nicht frisst wenn ich nicht damit arbeite. Wenn es steht, schlägt es nicht aus und, als bestes von allem: Es fürchtet sich nicht vor Automobilen.

## Sears heute

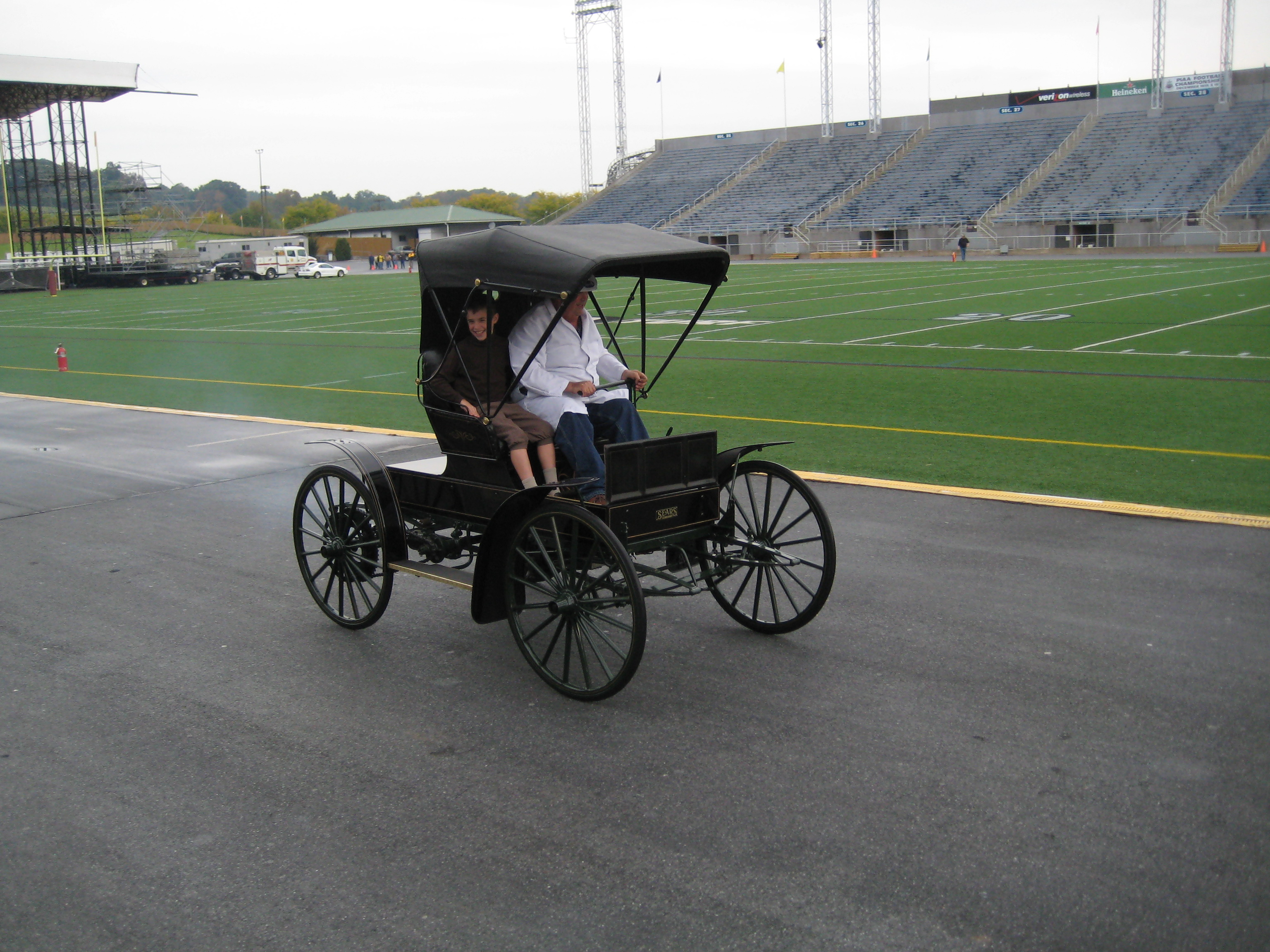
Ein Sears Motor Buggy mit Luftreifen an einer Demonstrationsfahrt anlässlich des AACA Fall Meet in Hershey (Pennsylvania) 2009

Es wird geschätzt, dass etwa 200 Sears-Highwheeler in Museums- und Privatbesitz erhalten geblieben sind, davon einige in fahrbereitem Zustand. Mindestens zwei wurden auf die Zeit vor der belegbaren Produktionsdauer datiert. Der hohe Anteil an erhaltenen Fahrzeugen ist insofern überraschend, als diese Fahrzeuge zu jung sind, um am London to Brighton Veteran Car Run teilnehmen zu dürfen.

## Im Versandhandel angebotene Automobile

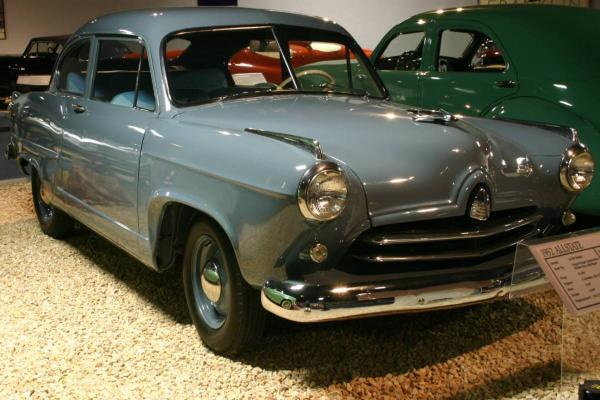
Allstate Deluxe (1952)

- Galloway T 1705 (1908–1911; William Galloway Company)
- Galloway 25 (1911; William Galloway Company)
- Modoc 30-40 HP (1912–1913; Modoc)
- Sears 10 HP (1908–1909; Sears, Roebuck and Company)
- Sears 14 HP (1910–1912; Sears, Roebuck and Company)
- Allstate Four (1952–1953; Sears, Roebuck and Company)
- Allstate Six (1952–1953; Sears; Roebuck and Company)

Sears, Roebuck & Co. verschickten die Highwheeler in Transportkraten. Wie auch andere größere Artikel mussten bei der William Galloway Co. bestellte Artikel am Firmensitz abgeholt werden. Zu diesem Zweck unterhielt das Unternehmen den Galloway Agricultural Club, ein landesweit bekanntes Gästehaus, dessen Einrichtungen Kunden kostenlos zur Verfügung standen.